# Killingsholmen

Killingsholmen är en halvö i Billdal i Göteborgs kommun. På Killingsholmen finns bland annat en kommunal småbåtshamn och Killingsholmens Varv.